# Ferrovia Ziegelbrücke-Sargans
La ferrovia Ziegelbrücke-Sargans è una linea ferroviaria a scartamento normale della Svizzera.

## Storia
Il 1º settembre 1853 si costituì la Schweizerische Südostbahn (SOB) per la costruzione di una linea ferroviaria attraverso le Alpi orientali dal lago di Costanza al lago Maggiore attraverso la valle del Reno e il passo del Lucomagno, nonché di una diramazione da Sargans a Rapperswil.
In preda a difficoltà finanziarie dopo aver iniziato i lavori delle proprie linee, il 1º maggio 1857 la SOB si fuse con la St.Gallisch-Appenzellischen Eisenbahngesellschaft (SGAE) e la Glatthalbahn (GlTB) formando le Ferrovie Svizzere Unite (VSB), che aprirono all'esercizio il 15 febbraio 1859 le tratte Ziegelbrücke-Weesen (comune alle linee per Rapperswil e per Glarona) e Sargans-Murg; la linea fu completata il successivo 1º luglio con l'apertura della Weesen-Murg.
La VSB venne nazionalizzata il 1º luglio 1902: le sue linee entrarono a far parte delle Ferrovie Federali Svizzere (FFS).
Il 15 dicembre 1927 la linea venne elettrificata, insieme alle tratte Richterswil-Ziegelbrücke e Sargans-Buchs; nel 1918 era stata chiusa all'esercizio la diramazione che da Weesen portava a Näfels-Mollis (divenuta inutile con l'apertura nel 1879 della tratta Ziegelbrücke-Näfels-Mollis), smantellata nel 1931.
Nel 1934 fu raddoppiata la tratta Flums-Mels; l'anno successivo fu il turno della Mels-Sargans.
Nel 1941 fu aperta la nuova galleria del Bommerstein, a est di Mols (a doppio binario, contrariamente a quella preesistente); nel 1949 venne raddoppiata la sezione tra Flums e Walenstadt, il 17 maggio 1955 la tratta Murg-Unterterzen.
Il 28 aprile 1960 entrò in esercizio la galleria del Kerenzenberg, lunga circa 4 chilometri, che sostituiva il precedente tracciato sulle rive del Walensee: inizialmente a binario unico, con l'entrata in servizio nel successivo mese di dicembre di un ponte all'ingresso della stazione di Mühlehorn la tratta venne esercitata a doppio binario. Il vecchio percorso fu ceduto al canton Glarona e successivamente utilizzato dall'autostrada A3.
Il 1º giugno 1969, in concomitanza con l'entrata in vigore dell'orario estivo, entrò in servizio il nuovo tracciato a doppio binario tra Ziegelbrücke, Weesen e Gäsi; alla stessa data fu raddoppiata anche la tratta Murg-Tiefenwinkel.
Il 10 maggio 1983 fu inaugurato il cappio di ritorno di Sargans, che evita ai treni provenienti da Zurigo e diretti verso Buchs di invertire la marcia.

## Caratteristiche
La linea, a scartamento normale, è lunga 33,33 km. La linea è elettrificata a corrente alternata monofase con la tensione di 15.000 V alla frequenza di 16,7 Hz; la pendenza massima è del 10 per mille. È a doppio binario nelle tratte Ziegelbrücke-Mühlehorn e Murg-Sargans.

### Percorso
| Continuation backward |

|  | Unknown route-map component "ABZg+l" | Unknown route-map component "CONTfq" |

| Station on track |

| Unknown route-map component "dCONTgq" | Unknown route-map component "edABZq+l" | Unknown route-map component "ABZgr" |  |

| Unknown route-map component "d" | Unknown route-map component "exdSTR2" | Enter and exit short tunnel + Unknown route-map component "exSTRc3" |  |

| Unknown route-map component "exSTRc1" | Unknown route-map component "eKRZ2+4" | Unknown route-map component "exSTRc3" |

|  | Small bridge over water + Unknown route-map component "exSTRc1" | Unknown route-map component "exSTR+4" |

|  | Straight track | Unknown route-map component "exBHF" |

|  | Straight track | Unknown route-map component "exWBRÜCKE1" |

| Unknown route-map component "exdCONTgq" | Unknown route-map component "exdABZq+l" | Unknown route-map component "eKRZ" | Unknown route-map component "exSTRr" |

| Unknown route-map component "exdSTR" | Unknown route-map component "eDST" | Unknown route-map component "d" |

| Unknown route-map component "exdSHI3l" | Unknown route-map component "eSHI3g+r" | Unknown route-map component "d" |

|  | Unknown route-map component "eKRWgl" | Unknown route-map component "exKRW+r" |

|  | Unknown route-map component "hKRZWae" | Unknown route-map component "exhKRZWae" |

|  | Unknown route-map component "tSTRa" | Unknown route-map component "exSTR" |

|  | Unknown route-map component "tSTR" | Unknown route-map component "exTUNNEL1" |

|  | Unknown route-map component "tSTR" | Unknown route-map component "exTUNNEL1" |

|  | Unknown route-map component "tSTR" | Unknown route-map component "exTUNNEL1" |

|  | Unknown route-map component "tSTRe" | Unknown route-map component "exTUNNEL2" |

|  | Unknown route-map component "eKRWg+l" | Unknown route-map component "exKRWr" |

| Station on track |

| Enter and exit tunnel |

| Track change |

| Station on track |

| Enter and exit tunnel |

| Station on track |

| Stop on track |

|  | Unknown route-map component "eKRWgl" | Unknown route-map component "exKRW+r" |

|  | Enter and exit tunnel | Unknown route-map component "exTUNNEL1" |

|  | Unknown route-map component "eKRWg+l" | Unknown route-map component "exKRWr" |

| Unknown route-map component "hKRZWae" |

| Station on track |

| Station on track |

| Station on track |

| Unknown route-map component "+d" | Straight track | Unknown route-map component "LSTR+l" | Unknown route-map component "dCONTfq" |

|  | Unknown route-map component "KRWg+l" | Unknown route-map component "LKRWgr" |

|  | Station on track | Unknown route-map component "LSTR" |

|  | Unknown route-map component "ABZgl" | Unknown route-map component "LSTRr" |

| Continuation forward |

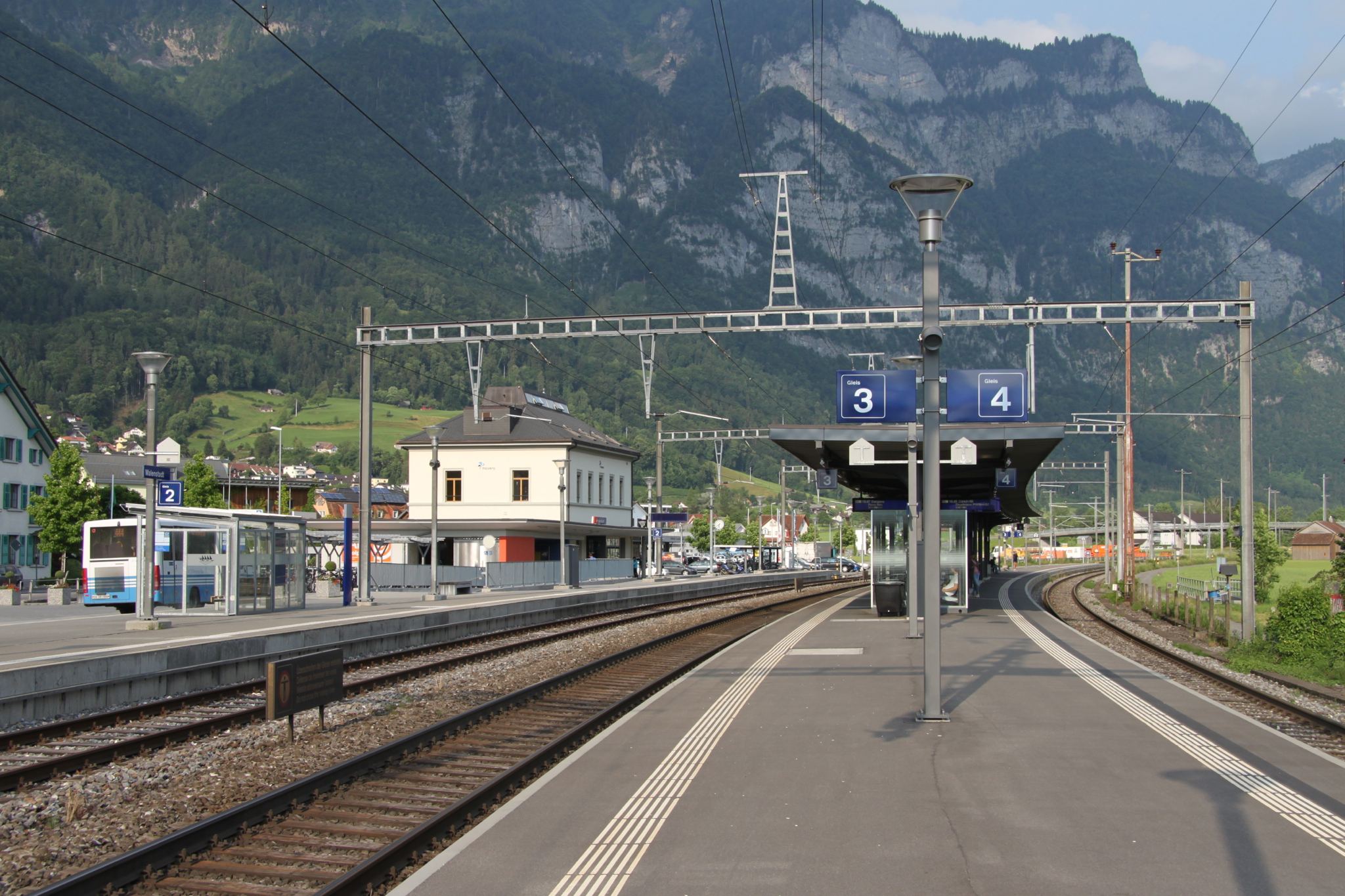
La stazione di Walenstadt

La linea parte dalla stazione di Ziegelbrücke, nodo ferroviario sulle linee per Zurigo, Rapperswil e Linthal. Attraversando il Linthkanal si lascia il canton San Gallo per entrare nel canton Glarona. Dopo aver attraversato l'Escherkanal si imbocca una galleria sotto il Kerenzerberg lunga circa 4 chilometri, fino a Mühlehorn, dopodiché si rientra nel canton San Gallo costeggiando il lago di Walenstadt toccando Quarten e Walenstadt. La linea serve quindi Flums e Mels prima di arrivare a Sargans, località situata sulla ferrovia Coira-Rorschach.